# Harry Brown (película)
Harry Brown es una película de 2009 dirigida por Daniel Barber y protagonizada por Michael Caine, Emily Mortimer, Jack O'Connell, y Liam Cunningham. Se la considera una película altamente representativa del movimiento Broken Britain.

## Argumento
Un exmilitar viudo (Michael Caine) vive solo y aislado en medio de un barrio estigmatizado por las drogas y el crimen. Cuando su mejor amigo es asesinado, decide tomarse la justicia por su mano. Pero en el caso está también involucrada una joven policía (Emily Mortimer)

## Elenco
- Michael Caine - Harry Brown
- Emily Mortimer - Detective Inspector Alice Frampton
- Charlie Creed Miles - Detective Sargento Terence "Terry" Hicock
- Ben Drew "Plan B" - Noel Winters
- David Bradley - Leonard Attwell
- Sean Harris - Stretch
- Jack O'Connell - Marky
- Jamie Downey - Carl
- Lee Oakes - Dean
- Joseph Gilgun - Kenny
- Liam Cunningham - Sid Rourke
- Iain Glen - Superintendente Childs
- Klariza Clayton - Sharon

## Producción
Al reparto del film se unió el actor y rapero Plan B que junto a Chase & Status es también responsable de la banda sonora." Harry Brown se estrenó el 12 de septiembre de 2009 en el 2009 Toronto International Film Festival y producida por Lionsgate y Samuel Goldwyn Films . El rodaje tuvo lugar principalmente en la decadente zona de Heygate Estate en Walworth, Londres,